# تامی شا
تامی شا (انگلیسی: Tommy Shaw؛ زادهٔ ۱۱ سپتامبر ۱۹۵۳) یک موسیقی‌دان اهل ایالات متحده آمریکا است. وی از سال ۱۹۷۵ میلادی تاکنون مشغول فعالیت بوده‌است.